# Bohuslav Polanský
Bohuslav Polanský (26. října 1901 Žďárec – 9. září 1983) byl lesník, vědec, vysokoškolský pedagog a odborný spisovatel. Patří mezi významné představitele českého vysokého lesnického školství.

## Životopis
Bohuslav Polanský se narodil do rodiny učitele ve Žďárci. Obecnou školu navštěvoval ve Svinošicích. V roce 1920 maturoval na české reálce v Brně a začal studovat lesnictví na Vysoké škole zemědělské v Brně. Promoval v roce 1924 a získal titul lesního inženýra. První dva roky lesnické praxe získal v technické kanceláři. Poté nastoupil do brněnského „Ústavu pro pěstění lesů a lesnickou biologii“, který vedl Josef Konšel. V roce 1928 získal titul doktora technických věd.
Mezi lety 1936–1939 vedl oddělení ve „Výzkumném ústavu pro pěstební techniku“ v Banské Štiavnici. Začal publikovat odborné články a v roce1939 obhájil habilitační práci. Během druhé světové války pracoval jako vedoucí lesní správy v Tišnově. V roce 1945 byl jmenován přednostou lesní správy v Bílovicích nad Svitavou. Současně přednášel na lesnickém odboru Vysoké školy zemědělské (VŠZ) v Brně. V roce 1946 se stal nástupcem Josefa Konšela. Byl jmenován vedoucím Ústavu pěstění lesů na lesnickém odboru VŠZ. Působil jako vysokoškolský učitel. K jeho žákům patřil například Miroslav Vyskot. Vedle pedagogické činnosti se věnoval vědecké práci. Celý život podporoval vědecké poznávání „pěstění lesů“ a využití těchto poznatků v lesnické praxi. V roce 1956 mu byl udělen doktorát zemědělských věd a v témže roce byl zvolen členem Československé akademie věd.
V roce 1969 získal Řád práce. Během roku 1970 odešel do důchodu. Pobýval ve svém domku ve Frenštátě pod Radhoštěm. Stále prováděl drobný pěstební výzkum a psal vzpomínkové texty. Zemřel 9. září 1983 a je pochován na brněnském ústředním hřbitově.

### Profesní život
Během svého života se zabýval racionalizací a ochranou lesa z biologického i technického hlediska. Publikovat začal již během roku 1928. Studoval a zpracoval například texty o možné introdukci cizokrajných dřevin. Věnoval se fenologickému a mikroklimatickému výzkumu a měření v lesních porostech. Kladl důraz na pěstování smíšených porostů pro preventivní ochranu před exhaláty a škůdci lesa. Navrhoval různé pomůcky a stroje k přibližování dřeva v lesním porostu.
Napsal několik set odborných textů, zabývajících se většinou aplikovanou lesnickou dendrologií. V roce 1947 vydal praktickou příručku Pěstění lesů, která obsahovala návody pro lesníky při hospodaření v lesích po druhé světové válce. Publikace z roku 1954 Za lepší výchovu lesních porostů se věnovala zlepšení techniky a racionalizaci pěstování lesních porostů v průběhu jejich růstu. V roce 1966 byla vydána vysokoškolská učebnice Pěstění lesů, která vycházela z aktuálních poznatků své doby a svým přístupem navazovala na dílo Josefa Konšela.

### Památník
Pomník nedaleko Bílovic nad Svitavou tvoří tři betonové sloupy, mezi nimiž je vodorovně položena žulová deska s podpisem Bohuslava Polanského. Byl postaven v místě, kam údajně vědec často a rád chodil.